# Xifu (meteoryt)
Xifu – meteoryt żelazny z grupy IAB. Meteoryt znaleziony został 18 maja 2004 roku w chińskiej prowincji Szantung. Podczas prowadzenia prac ziemnych w pobliżu miejscowości Xifu natrafiono na bryłę meteorytu w kształcie stożka o obwodzie u podstawy 260 cm i wysokości 130 cm. Meteoryt wydobyto z głębokości około 3 metrów a jego masę ocenia na około 3 tony.